# Edward Braddock
Edward Braddock (leden 1695 – 13. července 1755) byl britský voják a důstojník, který se jako velitel britské armády účastnil Francouzsko-indiánské války. Je nejvíce znám svou účastí v bitvě u Monongahely ve které dne 9. července 1755 britská armáda pod jeho velením utrpěla těžkou porážku ze strany Francouzů a indiánů. Samotný Braddock byl během bitvy těžce raněn a o čtyři dny později zemřel.

## Život
Narodil se ve městě Perthshire ve Skotsku jako syn generála Edwarda Braddocka († 1725). V roce 1710 nastoupil jako praporčík u Coldstreamských gard, v nichž sloužil jako podplukovník i jeho otec. U pluku pak Braddock postupoval rychle v hodnostech. Třebaže měl jisté bojové zkušenosti z evropské pevniny, strávil podstatnou část vojenské služby na Britských ostrovech.
Braddock se v roce 1747 účastnil obléhání Bergen op Zoom, kde získal pověst důstojníka extrémně dodržujícího disciplínu a vojenskou doktrínu. Útvar, u něhož sloužil téměř po celou kariéru, opustil v roce 1753, kdy přešel jako plukovník ke 14. pěšímu pluku s posádkou v Gibraltaru. V roce 1754 byl jmenován generálmajorem a v témže roce dorazil do Virginie, aby velel britským silám v Severní Americe v bojích proti Francii. Pod jeho velením sloužil v hodnosti plukovníka i pozdější americký prezident George Washington.

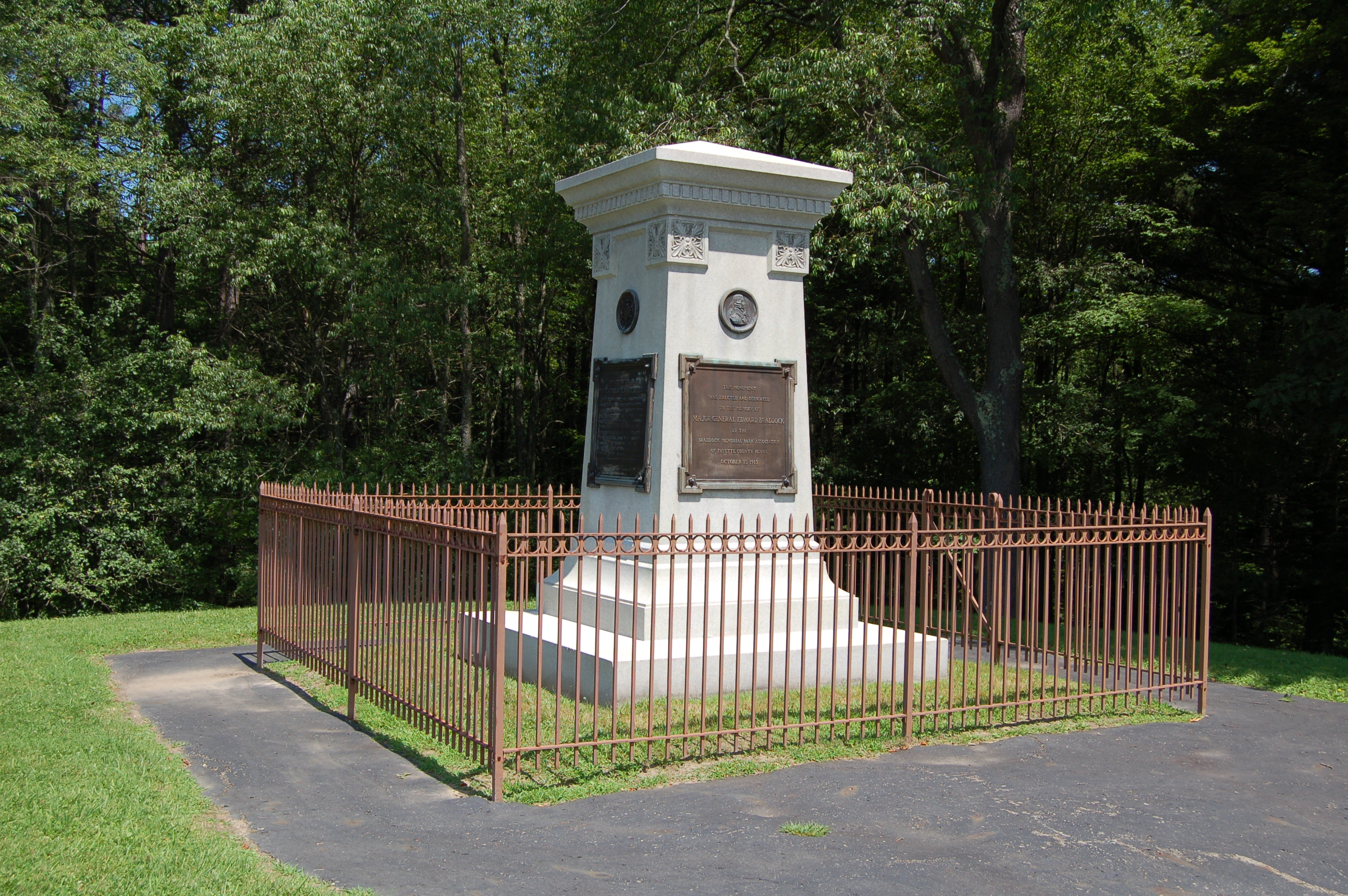
Památník Edwarda Braddocka u města Farmington

V roce 1913 byl na místě jeho údajného hrobu u města Farmington postaven památník.

## Pojmenování
Po Edwardu Braddockovi je pojmenováno několik míst v Severní Americe, např.:
- město Braddock v Pensylvánii
- město North Braddock v Pensylvánii
- stanice washingtonského metra Braddock Road station

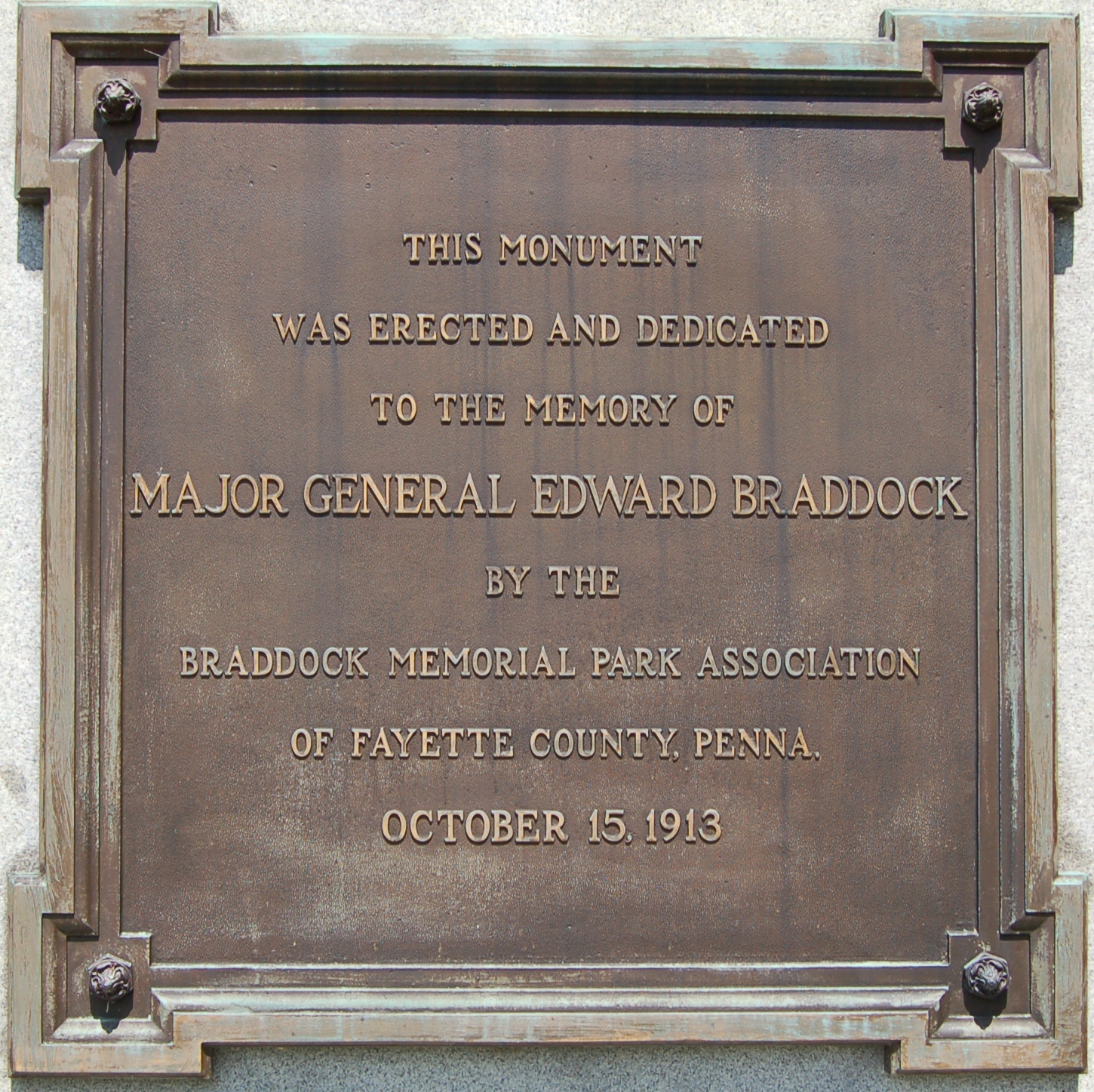
Deska na památníku Edwarda Braddocka u města Farmington

## Populární kultura
- Edward Braddock je jednou z postav počítačové hry Assassin's Creed III
- V roce 2001 byl natočen dokument When the Forest Ran Red: Washington, Braddock & a Doomed Army, který vypráví o událostech Francouzsko-indiánské války.[4]